# إريك تابوردا
إريك تابوردا (14 يناير 1969 في ليون) (بالإنجليزية: Éric Taborda)‏ لاعب كرة قدم فرنسي معتزل كان يجيد اللعب في خط الدفاع .

## روابط خارجية
- إريك تابوردا على موقع قاعدة بيانات كرة القدم.إي يو (الإنجليزية)
- إريك تابوردا على موقع عالم كرة القدم.نت (الإنجليزية)